# トリメロリシンII
トリメロリシンII(Trimerelysin II、EC 3.4.24.53)は、酵素である。この酵素は、インスリンB鎖のAsn3-Gln、His10-Leu、Ala14-Leu結合、また細菌性コラゲナーゼの小さな分子基質のZ-Gly-Pro-Leu-Gly-Proを切断する反応を触媒する。
このエンドペプチダーゼは、ハブの毒に含まれている。